# Norbert Schemansky
Norbert Schemansky (Detroit, Michigan, 1924. május 30. – Dearborn, Michigan, 2016. szeptember 7.) olimpiai bajnok amerikai súlyemelő. Az első súlyemelő, aki négy olimpiai érmet nyert. Mindezt úgy, hogy az 1956-os melbourne-i olimpiát hátproblémái miatt ki kellett hagynia.

## Pályafutása
Háromszor lett világbajnok, egyszer győzött a pánamerikai játékokon. 1952-ben a helsinki olimpián aranyérmet nyert. 1948-ban olimpiai ezüst-, 1960-ban és 1964-ben bronzérmes volt. 1956-os melbourne-i olimpián sérülés miátt nem vett részt. Hosszú pályafutása alatt (1947–1972) 13 hivatalos és 11 nem hivatalos világrekordot állított fel.

## Sikerei, díjai
- Olimpiai játékok
  - aranyérmes: 1952, Helsinki
  - ezüstérmes: 1948, London
  - bronzérmes: 1960, Róma, 1964, Tokió
- Világbajnokság
  - aranyérmes: 1951, Milánó, 1953, Stockholm, 1954, Bécs
  - ezüstérmes: 1947, Philadelphia, 1962, Budapest, 1963, Stockholm
- Pánamerikai játékok
  - aranyérmes: 1955, Mexikóváros